# Bambusana
Bambusana  (лат.)  — род цикадок из отряда Полужесткокрылых. 

## Описание
Цикадки размером 4-5 мм. Стройные, со слабо выступающей  тупоугольно-закругленной головой. 
В состав рода включают пять видов. В России один вид.   
- Bambusana bambusae Matsumura, 1914 — Курильские острова , Япония .
- Bambusana biflaka Li, 2011 — Япония
- Bambusana jenjourist Anufriev, 1969 — Китай
- Bambusana multidentata Dai & Zhang, 2006 — Китай
- Bambusana nigrimaculata Li, 2011 — Китай